# MK-9470

Formule chimique du MK-9470.

Le MK-9470 est un composé synthétique qui se lie au récepteur cannabinoïde CB 1 et fonctionne comme un agoniste inverse. 

## Sources et références
1. ↑  Burns, Van Laere, Sanabria-Bohórquez et Hamill, « [18F] MK-9470, a Positron Emission Tomography (PET) Tracer for in vivo Human PET Brain Imaging of the Cannabinoid-1 Receptor », Proceedings of the National Academy of Sciences of the United States of America, vol. 104, no 23,‎ 5 juin 2007, p. 9800–5 (PMID 17535893, PMCID 1877985, DOI 10.1073/pnas.0703472104, Bibcode 2007PNAS..104.9800B)